# Frankie Miller
Frankie Miller (Glasgow, 2 novembre 1949) è un cantante e compositore scozzese.
Frankie Miller è nato a Bridgeton, quartiere di Glasgow. Artista di successo negli anni settanta/ottanta, nel 1994 subì un'emorragia cerebrale da cui si ristabilì dopo 5 mesi di coma.

## Discografia

### Album in studio
- 1973 - Once in a Blue Moon
- 1974 - High Life
- 1975 - The Rock
- 1977 - Full House
- 1978 - Double Trouble
- 1979 - Falling in Love
- 1980 - Easy Money
- 1982 - Standing on the Edge
- 1986 - Dancing in the Rain
- 2006 - Long Way Home

### Live
- 2013 - Live at Rockpalast
- 2016 - Double Take

### Raccolte
- 1993 - The Very Best of Frankie Miller
- 1994 - BBC Radio One Live in Concert